# Arnulfo Hernández (zapaśnik)
Arnulfo Hernández González (ur. 12 września 1973) – kolumbijski zapaśnik walczący w obu stylach. Dwukrotny uczestnik mistrzostwach świata, jedenasty w 1998. Czwarty na igrzyskach panamerykańskich w 1999 i 2003. Sześć medali na mistrzostwach panamerykańskich, srebro w 1994 i 1997. Srebrny medal igrzysk Ameryki Południowej w 1994 i 2006. Cztery medale igrzysk Ameryki Środkowej i Karaibów, srebrny w 2002. Srebro i brąz igrzysk Pacyfiku w 1995. Siedmiokrotny medalista igrzysk boliwaryjskich, złoto w 2001 roku.